# Lumio
Lumio (korsisch Lumiu) ist eine französische Gemeinde mit 1189 Einwohnern (Stand 1. Januar 2022) im Département Haute-Corse auf der Insel Korsika. Sie gehört  zum Arrondissement Calvi sowie zum Kanton Calvi und ist Mitglied im Gemeindeverband Communauté de communes de Calvi Balagne der Region Balagne.

## Geographie

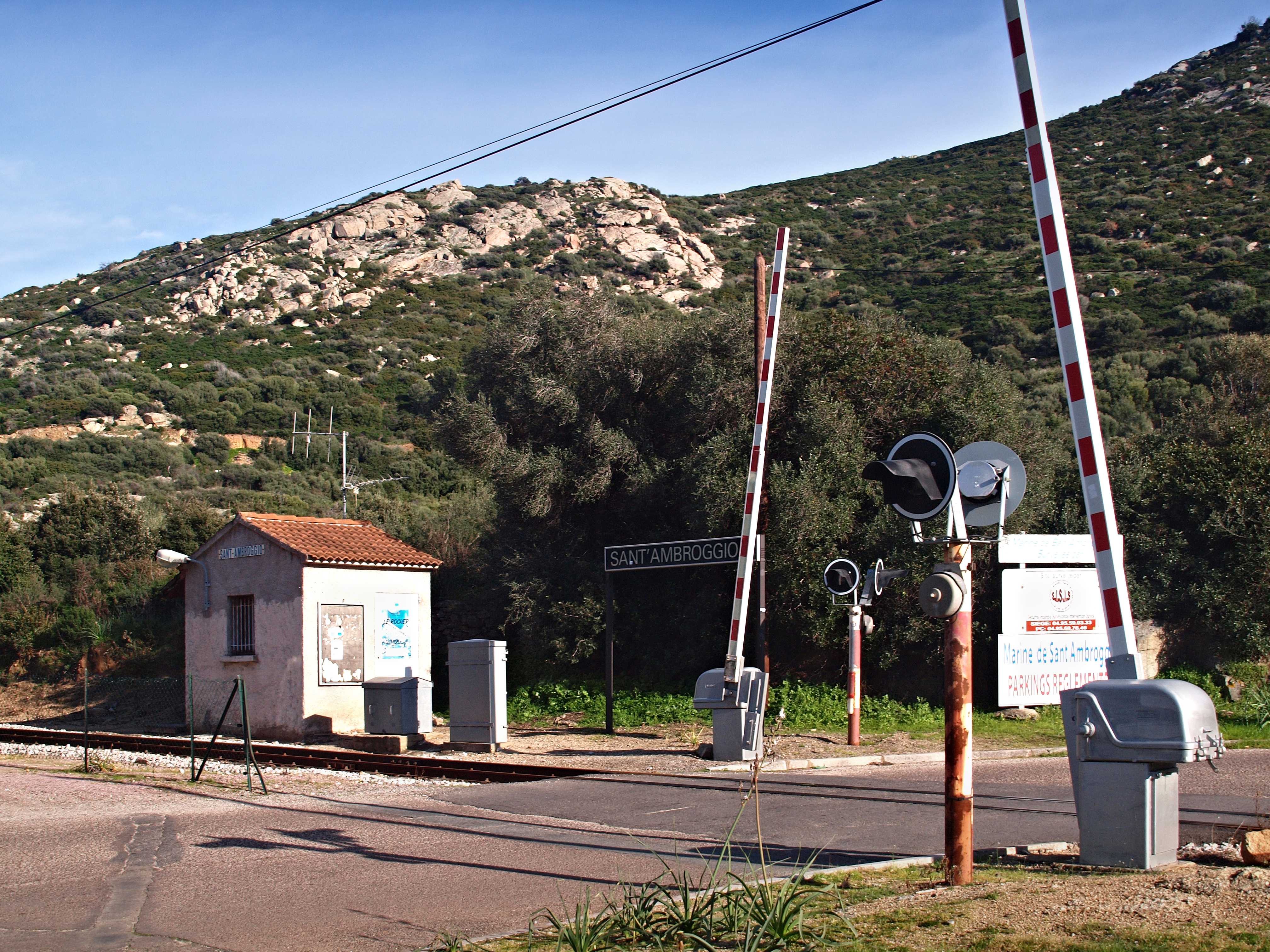
Eisenbahnhaltestelle Sant’Ambroggio

Das Gemeindegebiet in der Balagne grenzt im Norden und im Nordwesten an das Mittelmeer. Die Nachbargemeinden sind:
- Algajola im Nordosten,
- Aregno und Lavatoggio im Osten,
- Montegrosso im Südosten und Süden,
- Calvi im Südwesten und Westen.

Die Bahnstrecke, die von Calvi zunächst nach Nordosten an der Küste entlang führt, hat eine Haltestelle im Weiler Sant’Ambroggio. Die Konzessionärin für die Eisenbahnstrecke ist die Gesellschaft Chemins de fer de la Corse.

## Bevölkerungsentwicklung
| 1800 | 1851 | 1901 | 1954 | 1962 | 1968 | 1975 | 1982 | 1990 | 1999 | 2006 | 2017 |
| ---- | ---- | ---- | ---- | ---- | ---- | ---- | ---- | ---- | ---- | ---- | ---- |
| 718  | 933  | 1051 | 402  | 292  | 473  | 732  | 747  | 895  | 1040 | 1040 | 1180 |

## Wirtschaft

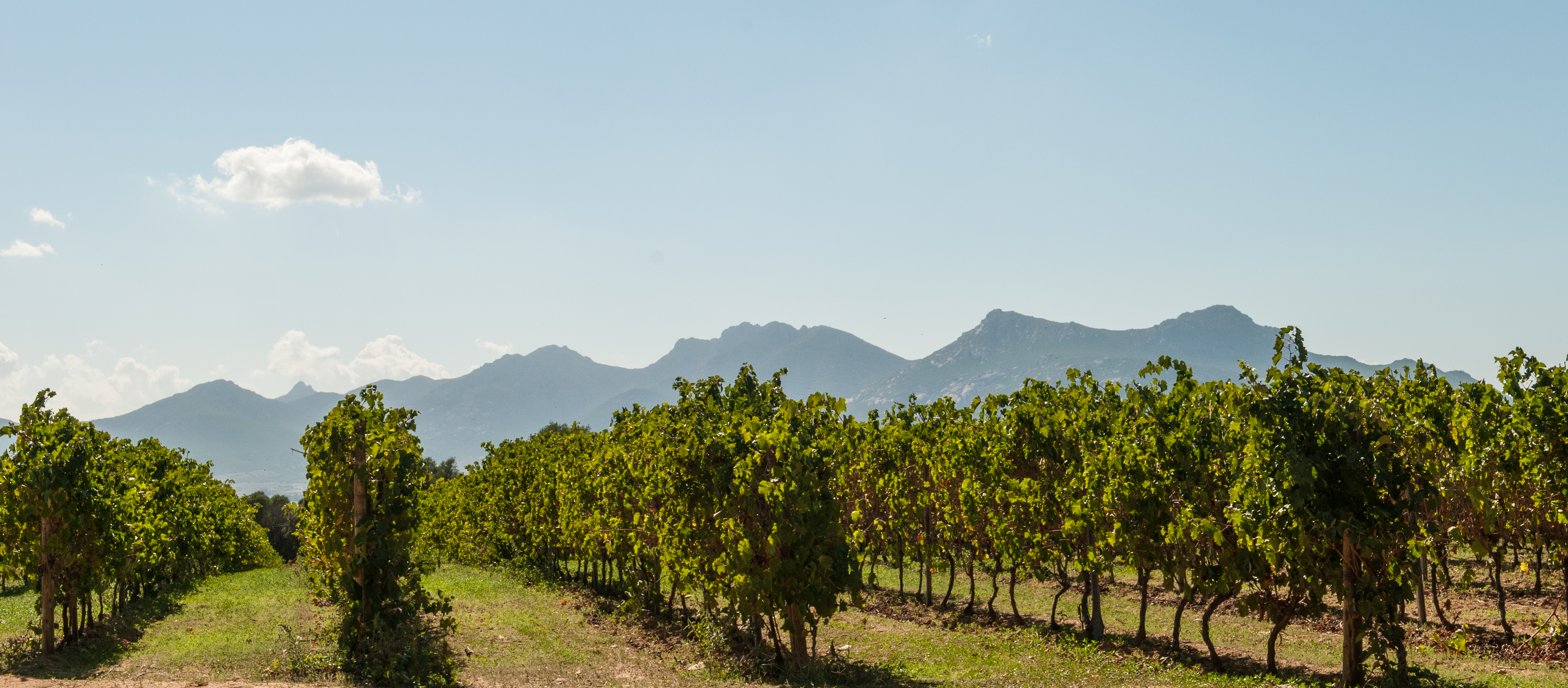
Weinanbau in Lumio

In der Gemeinde wird die Weinsorte Clos Culombu kultiviert.

## Sehenswürdigkeiten

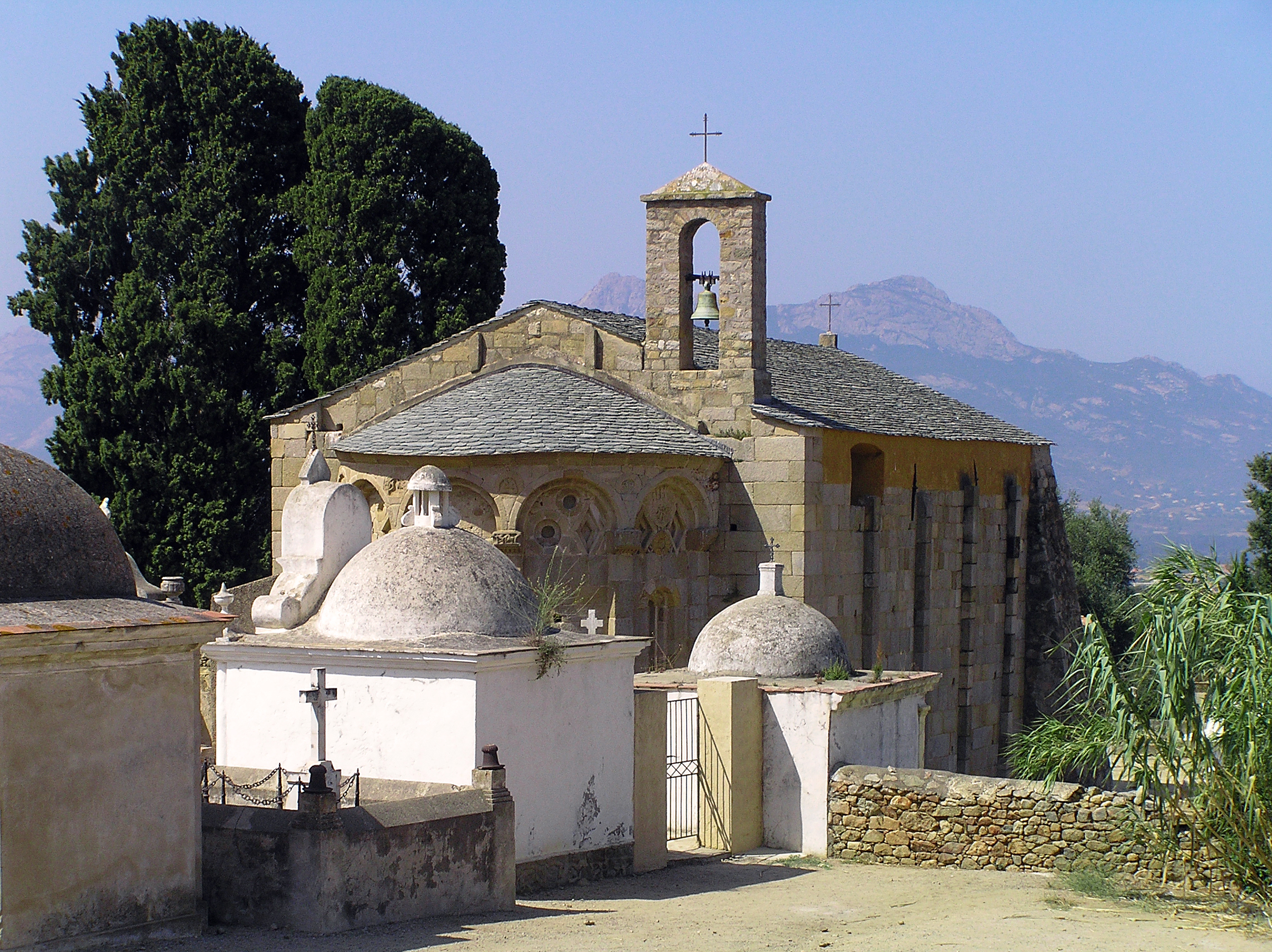
San Pietro e Paolo
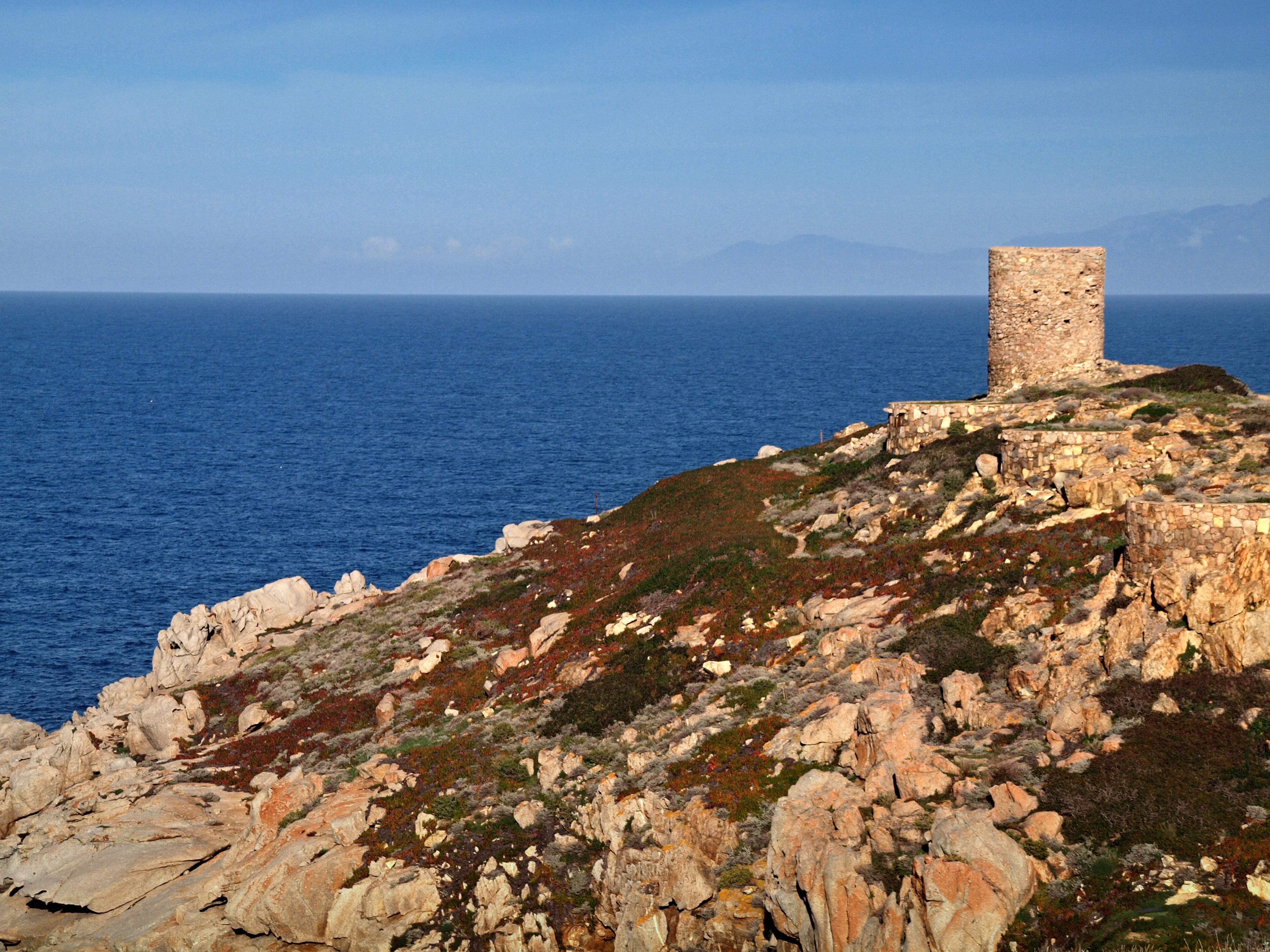
Tour der Spano
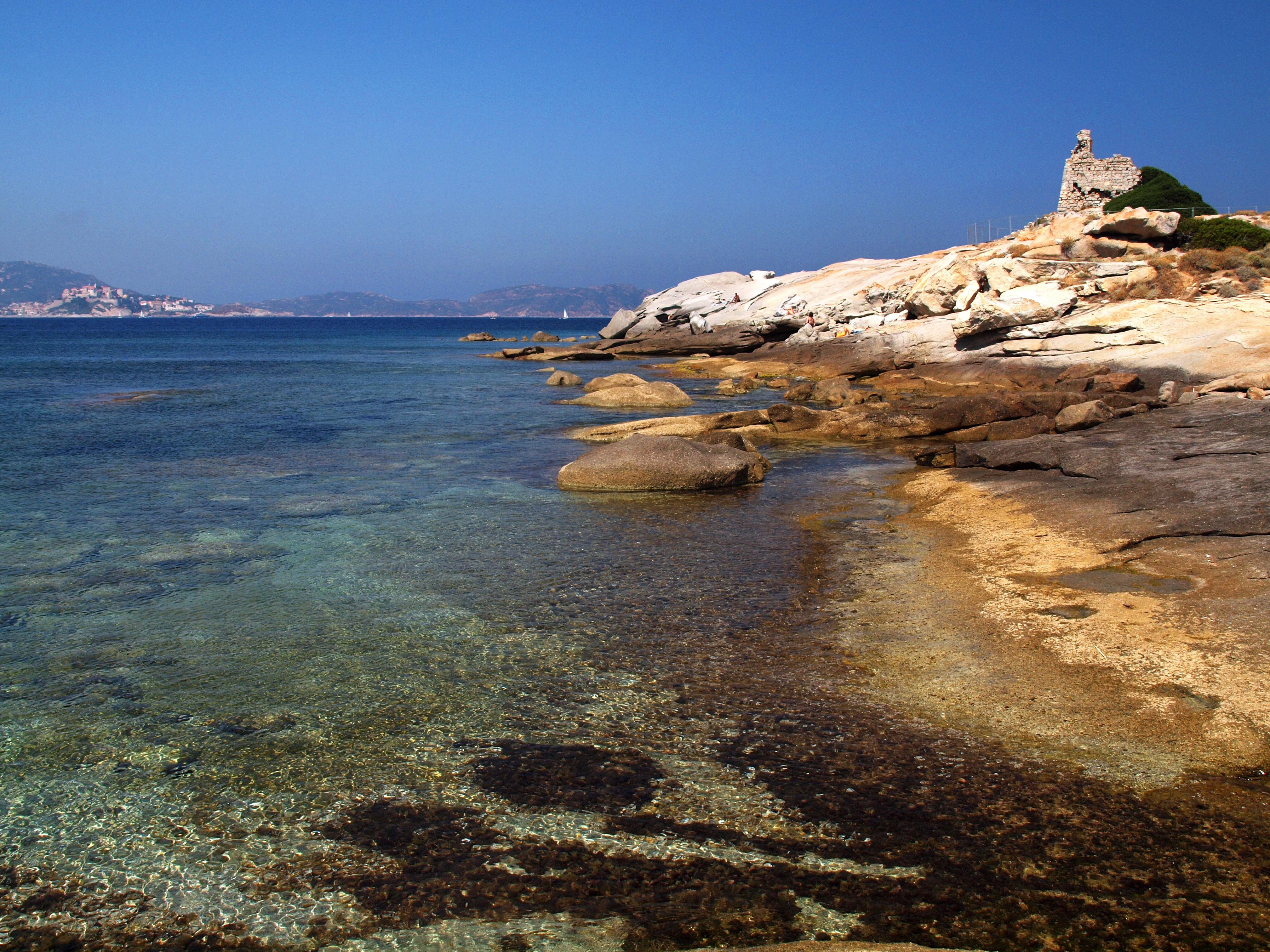
Tour de Caldano
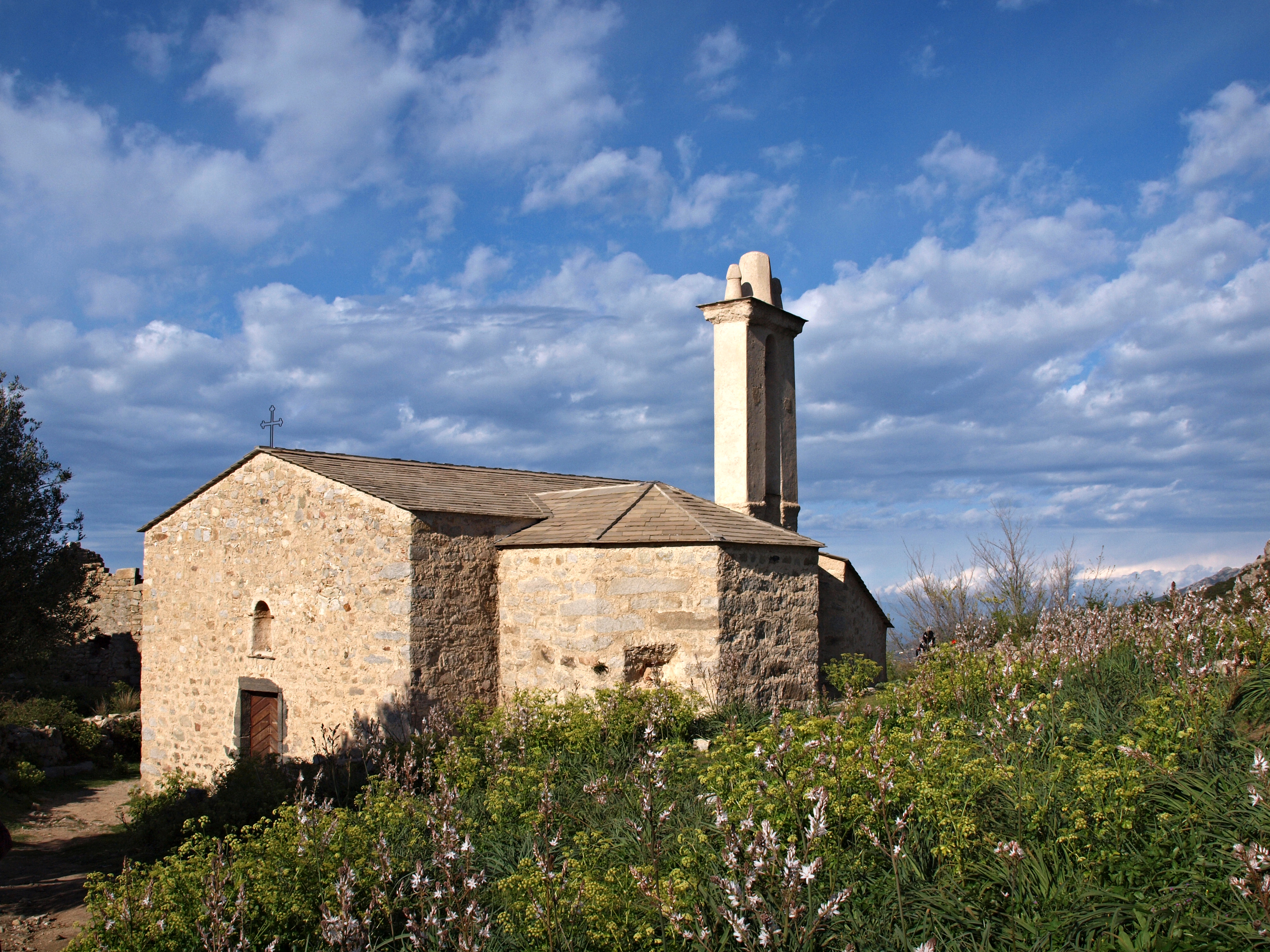
Kapelle Occi l’Annunziata
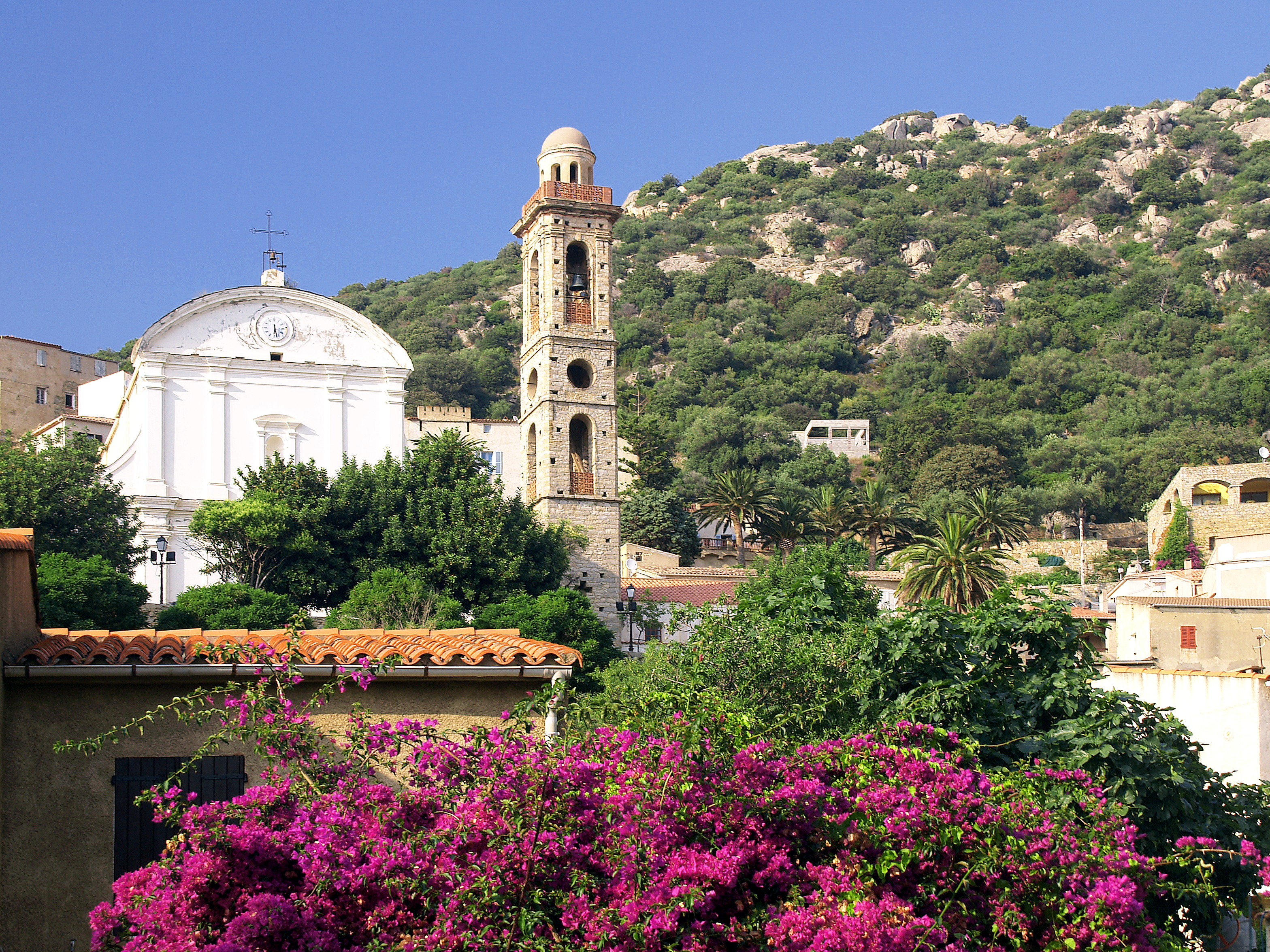
Kirche Sante-Marie